# 山野站
山野站（日语：〔〕／ Yamano eki */?）是一個位於鹿兒島縣大口市小木原（現時為伊佐市大口小木原）的九州旅客鐵道（JR九州）山野線車站。在1988年（昭和63年）2月1日與山野線一同停用。

## 停用前車站結構
- 有一個單式月台1面1線。
- 曾經是有人站，停用前為無人站。
- 有一個站舍與候車室。

## 歷史
- 1921年（大正10年）9月11日：開始營業[1][2]。
- 1963年（昭和38年）6月1日：與薩摩大口站整頓貨物服務[2]。
- 1965年（昭和40年）9月30日：交換設備停用。
- 1971年（昭和46年）2月20日：車站成為無人站[2][3]。
- 1987年（昭和62年）4月1日：因國鐵分割民營化，本站成為九州旅客鐵道的車站[4]。
- 1988年（昭和63年）2月1日：與山野線一同停用[4]。

## 相鄰車站
九州旅客鐵道
山野線
西山野－山野－郡山八幡

## 注腳
1. 1 2  「鉄道省告示第120号」『官報』1921年9月7日（國立國會圖書館數碼化收藏）
2. 1 2 3  《大口市鄉土史 下卷》 p.367 大口市
3. ↑  . 鐵道公報（日语：鉄道公報） (日本國有鐵道總裁室文書課). 1971-02-20: 2 （日语）.
4. 1 2  石野哲（編）. . JTB. 1998: 705. ISBN 978-4-533-02980-6 （日语）.

## 相關項目
- 日本鐵路車站列表